# Ioan Andone
Ioan Andone, eigentlich Ioan Andonie, (* 15. März 1960 in Șpălnaca) ist ein ehemaliger rumänischer Fußballspieler und derzeitiger -trainer. Andone nahm als Spieler an der Fußball-Europameisterschaft 1984 und der Fußball-Weltmeisterschaft 1990 teil.

## Laufbahn

### Vereinskarriere
Ioan Andone begann seine Karriere bei seinem Heimatverein Corvinul Hunedoara. Seinen ersten Einsatz in der Divizia A absolvierte er am 7. März 1979 bei der Niederlage gegen Sportul Studențesc. Es blieb bei diesem einen Mitwirken und Corvinul stieg am Saisonende in die Divizia B ab. Sowohl am folgenden Wiederaufstieg als auch an der erfolgreichsten Zeit von Corvinul zu Beginn der 1980er Jahre unter Spielertrainer Mircea Lucescu hatte Andone als Stammspieler seinen Anteil. Nach der Saison 1982/83, in der Corvinul im UEFA-Pokal spielte und Andone als Abwehrspieler acht Tore erzielte, wechselte er zu Dinamo Bukarest. Dort gelang ihm bereits in der ersten Saison der Gewinn von Meisterschaft und Pokal.
Im Jahr 1989 schien seine Karriere zunächst zu Ende zu sein. Durch die Begebenheiten im rumänischen Pokalfinale 1988 hatte die Rivalität zwischen Dinamo und Steaua Bukarest vor und hinter Kulissen ihren Höhepunkt erreicht. Bei dem Meisterschaftsspiel zwischen den beiden Titelaspiranten der Saison 1988/89 am 22. März 1989 kam es zum Eklat, als sich Andone nach Spielende zu obszönen Gesten in Richtung des damaligen Steaua-Chefs Valentin Ceaușescu, dem Sohn des Diktators Nicolae Ceaușescu, hinreißen ließ. Obwohl die Vorfälle in der Öffentlichkeit zunächst vertuscht wurden, wurde er für drei Monate gesperrt.
Mit Dinamo konnte er bis 1990 insgesamt zwei Meisterschaften, drei Pokalsiege und vier Vizemeisterschaften feiern. Er bestritt für seine beiden rumänischen Vereine 255 Erstligaspiele, in denen er 35 Mal traf, sowie 29 Europapokalspiele, in denen er drei Tore erzielte.
Im Jahr 1990 ging Andone – wie viele andere starke rumänische Spieler – ins Ausland und wechselte für 125.000 US-Dollar zu FC Elche in die spanische Segunda División. Nach nur einem Jahr wechselte Andone in die Niederlande und schloss sich dem SC Heerenveen an, das in der zweitklassigen Eerste Divisie spielte. Dort beendete er im Jahr 1993 seine aktive Karriere und ließ sich zum Trainer ausbilden.

### Nationalmannschaft
Gemeinsam mit seinen Mannschaftskollegen Romulus Gabor und Mircea Rednic debütierte Andone am 11. November 1981 in Bern beim Länderspiel gegen die Schweiz in der rumänischen Fußballnationalmannschaft. Alle drei waren von dem neuen Nationaltrainer Mircea Lucescu, ihrem damaligen Spielertrainer bei Corvinul Hunedoara, ins Aufgebot berufen worden. 1984 nahm er an der Fußball-Europameisterschaft 1984 in Frankreich teil, kam jedoch lediglich im Spiel gegen Deutschland zum Einsatz. Sechs Jahre später nominierte ihn Emerich Jenei für die Fußball-Weltmeisterschaft 1990 in Italien. Andone kam in allen vier Spielen Rumäniens zum Einsatz. Nach der Weltmeisterschaft trat er aus der Nationalmannschaft zurück. Andone absolvierte insgesamt 55 Länderspiele, in denen er zwei Tore erzielte.
Des Weiteren bestritt er zwei Länderspiele für die rumänische U-21-Nationalmannschaft. Bei der Junioren-Fußballweltmeisterschaft 1981 gewann Andone mit seinem Team die Bronzemedaille.

### Trainerkarriere
Nach seiner aktiven Karriere kehrte Andone 1993 nach Rumänien zurück und wurde Trainer von Sportul Studențesc in der Divizia A. Nachdem er das Team vor dem Abstieg bewahrt hatte, wechselte er 1994 zum Ligakonkurrenten Universitatea Cluj, ehe er im Herbst 1995 bis zum Saisonende zu Sportul zurückkehrte. Im Herbst 1996 übernahm er Petrolul Ploiești und platzierte sich mit dem Klub am Ende der Saison 1996/97 im Mittelfeld der Tabelle, wurde aber am 6. Oktober 1997 wieder entlassen und durch Alexandru Pall ersetzt. Schon wenige Wochen später nahm ihn der Ligakonkurrent Farul Constanța unter Vertrag, den er bis zu seiner Entlassung im Dezember 1998 betreute.
Zu Beginn der Spielzeit 1999/2000 wurde Andone Cheftrainer von Aufsteiger FC Brașov, wurde aber 18 Spieltagen aufgrund des drohenden Abstiegs wieder entlassen. In der Saison 2000/01 wechselte er zunächst zu Zweitligist FC Bihor Oradea in der Saison darauf, ehe er Anfang 2001 erneut zu Sportul zurückkehrte. Mit diesem schaffte er am Saisonende den Aufstieg in die erste Liga. Nach zwei Jahren wurde er im März 2003 von Dinamo Bukarest als Nachfolger von Cornel Dinu unter Vertrag genommen. Mit Dinamo gewann er drei Mal in Folge den rumänischen Pokal sowie die Meisterschaft im Jahr 2004. In der Saison 2005/06 wurde er trotz seiner Erfolge im UEFA-Pokal vom Präsidenten Ioan Becali im Dezember 2005 entlassen und durch Marin Ion abgelöst.
Anschließend unterschrieb Andone in der ersten zypriotischen Liga bei Omonia Nikosia, musste seinen Stuhl aber nach einem Jahr wieder räumen. Ab dem 25. Mai 2007 war er wieder in Rumänien tätig und stand bei CFR Cluj unter Vertrag. Eine erfolgreiche Verbindung, denn mit CFR gewann er sofort in seinem ersten Jahr und zum ersten Mal für den Verein die rumänische Meisterschaft und zugleich den rumänischen Pokal. Im August 2008 wurde er trotz des Erfolges nach einem schlechten Saisonstarts entlassen und durch den Italiener Maurizio Trombetta ersetzt.
Im Januar 2009 unterschrieb Andone gemeinsam mit den Co-Trainern Ion Manu und Iulian Mihăescu einen Vertrag für fünf Monate bei dem saudi-arabischen Verein Al-Ettifaq. Anschließend trainierte Andone von Juni bis zu seiner Entlassung am 5. November 2009 Al-Ahli, den Sieger der UAE League 2008/09.
Am 17. Januar 2010 unterzeichnete Andone bei dem bulgarischen Verein ZSKA Sofia einen anderthalbjährigen Vertrag, der jedoch am 30. März 2010 in gegenseitigem Einvernehmen aufgelöst wurde. Ab dem 31. März 2010 war Andone Trainer des rumänischen Erstligisten Rapid Bukarest. Nach Saisonende wechselte er zum Ligakonkurrenten Dinamo Bukarest, mit dem er das Endspiel der Cupa României 2010/11 erreichte. Am 4. Juli 2011 wurde sein Vertrag bei Dinamo aufgelöst. Verhandlungen mit Klubs aus den Vereinigten Staaten und der Volksrepublik China scheiterten anschließend, so dass Andone ab Sommer 2011 ohne Engagement war. Am 9. April 2012 kehrte er zu CFR Cluj zurück, wo er den Portugiesen Jorge Costa ablöste, der einen Tag zuvor nach der 0:5-Heimniederlage im Meisterschaftsspiel gegen Rapid Bukarest entlassen worden war. Mit Andone konnte der Verein 2012 die rumänische Meisterschaft gewinnen. Doch nach schwachen Ergebnissen zu Beginn der Saison 2012/13 löste er seinen Vertrag am 24. Oktober 2012 nach dem 1:1-Unentschieden bei Galatasaray Istanbul in der Champions League auf.
Im Juli 2013 übernahm Andone den kasachischen Klub FK Astana, der gerade in der ersten Qualifikationsrunde zur Europa League ausgeschieden war. Nach der Vizemeisterschaft am Ende der Saison 2013 trennten sich die Wege wieder. Im Februar 2014 wurde er erneut Trainer von al-Ettifaq, das er zwei Monate später wieder verlassen musste. Im Oktober 2014 wurde er Cheftrainer von Apollon Limassol auf Zypern. Im April 2015 wurde er wieder entlaasen und durch Ton Caanen ersetzt. Im Sommer 2015 heuerte er beim FK Aqtöbe an. Nach dem Ende der Saison 2015 verließ er den Klub wieder, nachdem er die Meisterschaft auf dem dritten Platz beendet hatte. Von Mai 2016 bis Februar 2017 war Andone erneut Cheftrainer von Dinamo Bukarest.

## Erfolge

### Als Spieler
Nationalmannschaft
- Dritter der U-20-Weltmeisterschaft: 1981
- WM-Teilnehmer: 1990
- EM-Teilnehmer: 1984

Dinamo Bukarest
- Rumänischer Meister: 1984, 1990
- Rumänischer Pokal-Sieger: 1984, 1986, 1990
- Europapokal der Landesmeister-Halbfinale: 1984
- Europapokal der Pokalsieger-Halbfinale: 1990

### Als Trainer
Dinamo Bukarest
- Rumänischer Meister: 2004
- Rumänischer Pokal-Sieger: 2003, 2004, 2005
- Rumänischer Supercup-Sieger: 2005
- Rumänischer Pokal-Finalist: 2011

Omonia Nikosia
- Zyprischer Vizemeister: 2006

CFR Cluj
- Rumänischer Meister: 2008, 2012
- Rumänischer Pokal-Sieger: 2008

## Auszeichnungen
Am 25. März 2008 wurde Andone vom rumänischen Staatspräsidenten Traian Băsescu für die Leistungen in der Nationalmannschaft mit dem Verdienstorden „Meritul sportiv“ III. Klasse ausgezeichnet.